# Спеціальна повітряна служба
Спеціальна повітряна служба (англ. Special Air Service, SAS) — головний підрозділ Сил спеціальних операцій Британської Армії, заснований, як полк у 1941 році Девідом Стірлінгом, а в 1950 році перетворений у корпус. Підрозділ спеціалізується на ряді функцій, включаючи боротьбу з тероризмом, порятунок заручників, прямі акції та приховану розвідку. Велика частина інформації про SAS є суворо секретною, і дії цього підрозділ не коментує ні британський уряд, ні міністерство оборони через секретність і чутливість його операцій.
В даний час корпус складається з 22 окремого полку авіації, штатного компоненту, а також 21 окремого полку авіації і 23 окремого полку авіації, які є частинами резерву, підпорядковані оперативному командуванню сил спеціального призначення Сполученого Королівства (англ. UKSF). Його дочірнім підрозділом є Спеціальна човнова служба Королівського флоту, яка спеціалізується на боротьбі з тероризмом на морі. Обидва підрозділи знаходяться в оперативному підпорядкуванні директору ССО.
Спеціальна повітряна служба бере свій початок у 1941 році та Другій світовій війні. СПС був переформований, як частина резерву армії в 1947 році, названий 21-м спеціальним авіаційним полком (артистські стрілки). 22-й спеціальний полк повітряної служби, який є частиною регулярної армії, отримав популярність і визнання в усьому світі після того, як по телебаченню врятував усіх, окрім двох, заручників, яких утримували під час облоги посольства Ірану в 1980 році.

## Історія

### Друга Світова війна

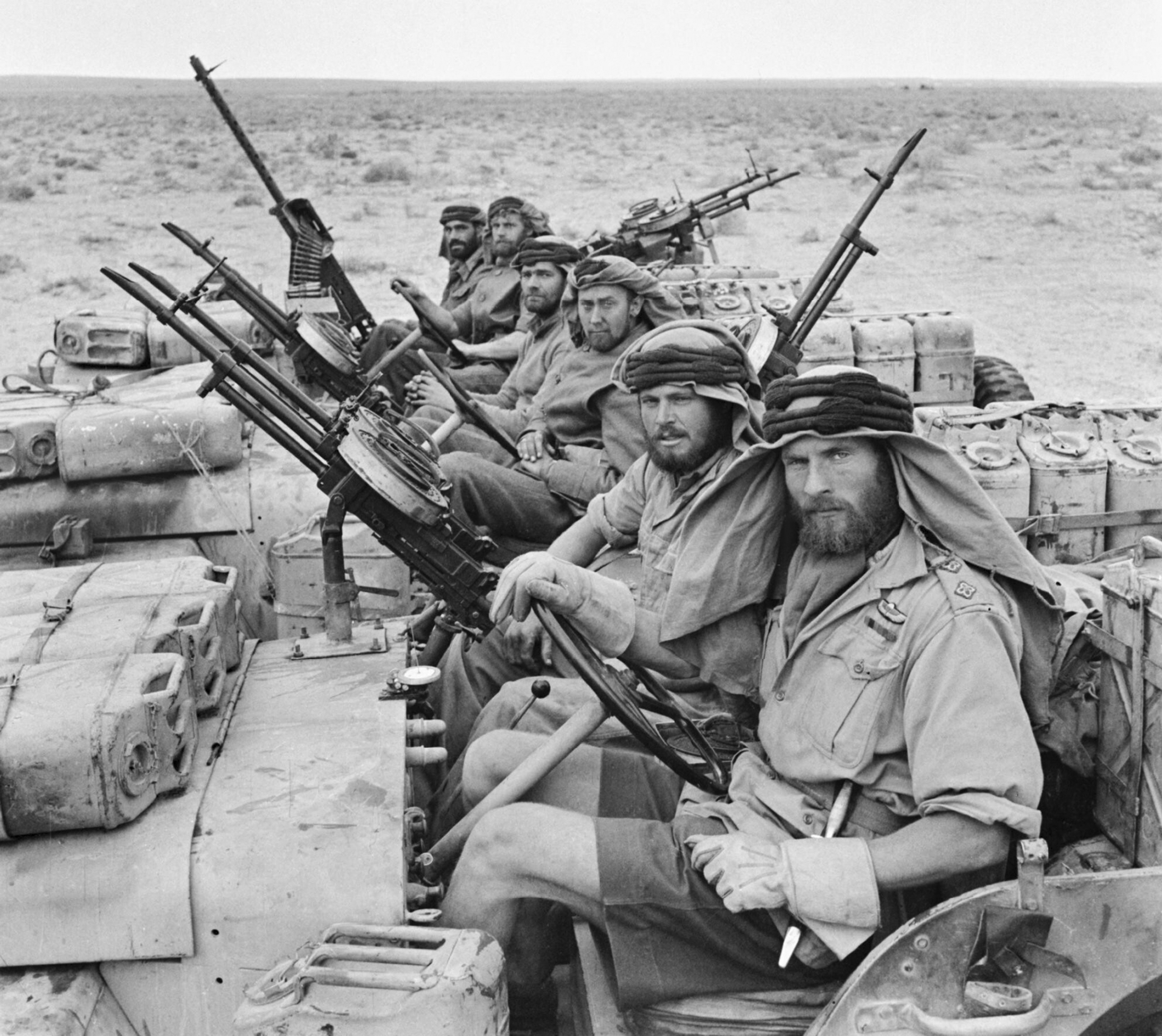
SAS повертаються з патрульної служби в Північній Африці, 1943

Спеціальна повітряна служба спочатку існувала як підрозділ Британської армії під час Другої світової війни. Служба була утворена в липні 1941 року лейтенантом Девідом Стірлінгом, як "Особливий загін L, повітряна бригада особливого призначення" (англ. "L" Detachment, Special Air Service Brigade"L" Detachment, Special Air Service Brigade). Завданням полку стало проведення актів саботування та розвідувальних операцій у тилу ворога. Англійці таким чином намагалися переконати німців, що проти тих воює повітрянодесантний полк, до якого входять численні самостійно діючі підрозділию Спеціальна повітряна служба, де-факто, була підрозділом командос, головними цілями якого були операції за лінією фронту на Північноафриканському театрі військових дій. Початкова її чисельність становила 65 чоловік: 5 офіцерів і 60 солдатів різних військових звань. Бойове хрещення SAS відбулося в листопаді 1941 року в рамках наступальної операції «Хрестоносець», яка закінчилася в цілому перемогою британських військ, але британські десантники зазнали великих втрат: загинуло або потрапило в полон 22 особи. Друга місія була успішнішою: протягом трьох операцій 12, 21 і 24 грудня, підрозділи загону капітана Стерлінга підірвали 98 літаків противника — значно більше, ніж збили за цей же час англійські льотчики. До кінця 1942 солдати Стерлінга знищили близько 400 літаків. У вересні 1942 року підрозділ був перейменований в 1-й підрозділ SAS: до його складу увійшли чотири британські ескадрони, один французький, один грецький і відділення човнової служби. У січні 1943 року Стерлінг потрапив у полон після боїв у Тунісі. Під час рейду очолювана Стерлінгом група потрапила в засідку і була захоплена в полон. Командир зумів відірватися від переслідування та причаїтися в пустелі, але через 36 годин Стерлінг був схоплений бедуїнами та виданий німцям за 5 кілограмів зеленого чаю. Після 4 спроб втечі з італійського табору військовополонених у Гаві, Стерлінга ув'язнили у замку Кольдіц, невеликій в'язниці поблизу Лейпцига. 16 квітня 1945 року замок звільнили американські війська.
Командиром SAS став Падді Мейн. У квітні 1943 року 1-ий підрозділ SAS було перетворено на Спеціальний рейдовий ескадрон (англ. Special Raiding Squadron), що підкорявся Мейну, а Спеціальну човновову службу було підпорядковано Джорджу Джеллікоу. Спеціальний рейдовий ескадрон відзначився у боях у Сицилії та Італії разом із 2-м підрозділом SAS, утвореним у Північній Африці у 1943 році після перейменування Малого рейдерського підрозділу (англ. Small Scale Raiding Force). Спеціальна човнова служба брала участь у боях на Егейських островах та Додеканесі аж до кінця війни. У 1944 році з 1-го та 2-го британських, 3-го та 4-го французьких та 5-го бельгійського підрозділу SAS була створена бригада SAS — її метою стали парашутно-десантні операції за лінією фронту у Франції, а також операції з перекидання підкріплень і запасів у Бельгії, Нідерландах та Німеччині. Щодо оперативників SAS з боку німців діяв особливий наказ Гітлера «Про командос», підписаний 18 жовтня 1942 року, який регламентував розстріл будь-яких десантників країн антигітлерівської коаліції без суду та слідства. У липні 1944 року після операції «Булбаскет» у полон до німців потрапили 34 оперативники SAS, яких одразу ж було розстріляно, а в жовтні 1944 року після операції «Лойтон» було розстріляно 31 британського бійця коммандос.

### Після війни
30 листопада 1946 року підрозділ було офіційно розпущено, але в 1947 році на основі підрозділу Artists Rifles (Британський добровольчий полк) було сформовано сучасний SAS.
У підрозділи SAS воєнного часу входили родезійські, австралійські, французькі, бельгійські та інші ескадрони. У 1945 році, коли англійський полк SAS був тимчасово розформований, солдати інших національностей зберегли аксесуари служби, включаючи навіть полкову емблему, що являла собою кинджал на фоні крил з девізом «Сміливий перемагає». Військове міністерство не було, одначе, схильне відмовлятися від намірів мати SAS у системі британської армії, і в 1947 році британські підрозділи SAS були перетворені на територіальний добровольчий 21-й полк SAS. У 1952 році був сформований регулярний 22-й полк SAS (солдати якого отримували платню за повною ставкою). Його базою слугував створений у 1950 році загін розвідників, який в операціях проти повстанців Малайзії використовував у джунглях методи, що застосовувались SAS в умовах Другої світової війни.
Про спецпідрозділ SAS знято британський телевізійний серіал «Еліта спецназу».

## Завдання
Основними завданнями SAS є
- Спеціальні операції
- Підготовка бійців спецпризначення з інших країн, тренування прийомів партизанської війни і дій у непередбачуваних умовах.

На даний час СПС виконує такі функції:
- Розвідка в боях
- Контртерористичні операції на території Великої Британії у співпраці з поліцейськими
- Контртерористичні операції за межами Великої Британії
- Інші функції

## Організація
Особлива повітряна служба — це корпус Британських збройних сил. Представлений у вигляді трьох полків: 21 Regiment SAS (Artists), 22 Regiment SAS, 23 Regiment SAS. Кожен з них має відмінні риси та призначення
Сьогодні СПС складається з трьох полків:
- 21-й полк СПС у Вест-Мідландс (West Midlands) (з 1947 року)
- 22-й полк СПС у Герефорд (Hereford)
- 23-й полк СПС у Вольвергемптон (Wolverhampton)

22-й полк СПС — наступально-штурмові операції, антиреволюційні і антитерористичні акції, деякі охоронні операції. Номінально штаб-квартира SAS розташована у Stirling Lines (названий на честь засновника підрозділу Девіда Стерлінга) в м. Герефорд, Англія. Приміщення штабу носить жартівливу назву "Кремль".
До складу 22-го полку входять декілька оперативних ескадронів. В ескадроні 72 рядових і шість офіцерів. Кожний ескадрон розбито на п'ять взводів: амфібій, повітряно-десантний, розвідки, гірських єгерів, спеціального зв'язку. Взвод зазвичай складається з 15 рядових і одного офіцера, хоча у взводі зв'язку нерідко мають додаткових військовослужбовців, прикомандированих від військ зв'язку. Взводи діють групами по чотири чоловіки; у кожну входять спеціалісти зі зв'язку, медицини, підривної справи та лінгвіст. Для того, щоб група не втратила боєздатності в результаті виводу зі строю одного з її членів, військовослужбовці зазвичай володіють декількома спеціальностями. Службовці SAS мають своє озброєння та спорядження, і кожному дозволено «у межах розумного» вибирати власну особисту зброю. Відомо, що вони відають перевагу короткоствольним автоматам і високошвидкострільним автоматичним пістолетам для дії на близькій відстані від супротивника.
Структурно 22-й полк SAS складається з чотирьох ескадронів чисельністю близько 60 чоловік кожен
- "A" — гірський підрозділ; навчені також дій в умовах вічної мерзлоти;
- "B" — парашутисти;
- "D" — аквалангісти; проводять операції за допомогою високошвидкісних катерів, каное і тому подібних засобів;
- "G" — спеціалізуються на веденні бойових дій в пустелі і використанні спеціальних засобів руху - особливим чином обладнаних автомобілів підвищеної прохідності.

21-й та 23-й полки SAS майже повністю повторюють структуру регулярних військових підрозділів і на чолі їх стоять офіцери регулярної армії. 21 SAS і 23 SAS — є силами підтримки, їхні сили спрямовані на збільшення впливу Британських збройних сил (support and influence), також беруть участь в операціях із врегулювання конфліктів.

## Добір і підготовка
Курс підготовки SAS вважається одним із найбільш жорстких у світі; він займає одне з перших місць за кількістю смертей під час підготовки. 
Вимоги до кандидатів - британське громадянство, вік 25-32 років і не менше 2 років служби в армії. 
Переважна більшість кандидатів приходить з повітряно-десантних військ; по 2% - із саперів та інших родів військ. Щорічно на курси підготовки SAS приходить близько 200 кандидатів, але в кінцевому підсумку повноправними бійцями стають не більше тридцяти.
Новобранці SAS отримують звання trooper – яке відповідає рядовому (private), незалежно від свого звання в "рідному" підрозділі. Добір у полк проводиться двічі на рік, влітку та взимку, і триває протягом одного місяця. До цього часу формується група кандидатів, які виявили бажання служити в полку. Добором кандидатів займається крило бойової підготовки на основі програми, яка була розроблена ще у 1953 році.
Добір починається зі зміцнювального періоду, який триває для офіцерів два, а для інших — три тижні. Протягом першого тижня кандидати здійснюють марш-кидки і бігають кроси, дистанція яких поступово збільшується. Кожен кандидат повинен пройти стандартний "Тест фізичної готовності до бою".
Протягом наступних двох тижнів кандидати індивідуально і в парах, на які їх розділяють із самого початку, здійснюють тривалі марші у Чорних Горах Південного Уельсу. Відстань, яку необхідно подолати,  поступово збільшується, а вага спорядження зростає з 11 до 25 кілограмів. У ході маршів перевіряють не тільки фізичні здібності кандидата, але і його вміння орієнтуватися в незнайомій і сильно пересіченій місцевості за допомогою компаса і карти.
За ці два-три тижні відсівається досить високий відсоток кандидатів. Але головні труднощі чекають їх у завершальний тиждень відбору, який називається тижнем перевірки. Кандидатам доведеться здійснити так звану "довгу прогулянку", або "веселий танок", — подолати маршрут протяжністю 60 кілометрів зі сходженням на найвищу точку гори Брекон-Беконс у Південному Уельсі. У ході маршу кандидат повинен пройти контрольні точки за двадцять годин. Ті, що успішно подолали ці випробування, зараховуються в полк. Однак таких щасливців не більше п'яти–шести із сотні.
Перш ніж кандидати стануть справжніми бійцями SAS, їм доведеться ще чимало попрацювати. Бійці навчаються діяти у складі патрульних груп із чотирьох осіб. Це мінімальна за чисельністю бойова ланка, що становить основу будь-яких бойових підрозділів полку. У складі патруля бійці відпрацьовують питання тактики та вогневої підготовки, зв'язку і взаємодії. Кожен спецпризначенець повинен вміти користуватися засобами зв'язку, які є на озброєнні армії Великої Британії. При цьому мінімальна швидкість роботи на ключі при передачі текстових повідомлень — вісім слів на хвилину. Бійці вивчають основи польової медицини, відпрацьовують питання мінно-підривної справи.
Після цього вони проходять курс виживання в різних природних і кліматичних умовах. Бійці повинні вміти знайти для себе воду та їжу, користуючись різними сильцями для їжі і пастками, розвести вогонь у будь-якому місці. Курс виживання завершується навчаннями, в яких на стороні умовного противника діє, як правило, батальйон. Наприкінці навчання кожен спецпризначенець, який ще залишається на волі, повинен здатися "противнику" для того, щоб перейти до наступного етапу навчання, який називається "протидія допиту". Бійці протягом 24 годин у спеціальному центрі допитів піддаються потужному психологічному і фізичному пресингу з боку інструкторів. Це найбільш складний у психологічному плані етап навчання у всій програмі. Тих, що не зуміли вистояти на допиті, визнають непридатними для подальшої служби в полку.
Наступний етап — виживання в джунглях. Зазвичай його проводять між четвертим та шостим тижнями навчання. Бійців направляють на Далекий Схід, де в умовах справжніх джунглів вчать орієнтуватися, будувати укриття або житло, шукати їжу і воду. Після успішного завершення цього етапу спецпризначенців направляють у Першу школу парашутної підготовки Королівських ПС. Програма парашутної підготовки триває чотири тижні, протягом яких бійці навчаються укладати парашут, проходять наземну підготовку і здійснюють не менше восьми стрибків з парашутом, з яких один — нічний.
Після цього бійці, що витримали всі випробування, повертаються в полк, який дислокується в Герефорді. Тут їм вручають єдиний, але дуже почесний символ відмінності солдата SAS — берет пісочного кольору з емблемою, що зображає срібний кинджал на тлі крил блакитного кольору, і стрічкою внизу, на якій красується гордий девіз: "Who dares wins" — "Відважний перемагає". Дещо пізніше спецпризначенців чекає особлива програма боротьби з тероризмом, так звана "Лінія Стірлінга". Але і на цьому процес навчання не закінчується. Солдат SAS вчиться і самовдосконалюється весь період своєї служби.

## В комп'ютерних іграх
- В Medal of Honor: Allied Assault бійцем SAS є майор Джек Грілло.
- Джон Прайс (позивний "Браво 6") — британський офіцер SAS в іграх Call of Duty 4: Modern Warfare, Call of Duty: Modern Warfare 2 і Call of Duty: Modern Warfare 3.
- Модель спецназу у серії ігор Counter-Strike
- У Squad хлопці з Мирнограду Роман І Ростислав очолюють спецпідрозділ SAS з Липня 2024